# Encyclopaedia of Religion and Ethics
Die Encyclopaedia of Religion and Ethics (ERE; Enzyklopädie für Religion und Ethik) ist ein zwölfbändiges Nachschlagewerk (plus Indexband), das von dem schottischen Pfarrer James Hastings (1852–1922) mit Hilfe von John A. Selbie und anderen Gelehrten herausgegeben wurde und zwischen 1908 und 1927 erschien. Es ist das erste große religionswissenschaftliche Handbuch der Zeit und besteht aus Beiträgen vieler Mitwirkender. Es umfasst nicht nur religiöse Themen, sondern auch tausende Artikel zu weiteren Themenbereichen, darunter Folklore, Mythologie, Rituale, Anthropologie, Psychologie usw. Es wurde ursprünglich von T. & T. Clark in Edinburgh und Charles Scribner’s Sons in den Vereinigten Staaten veröffentlicht.

## Bände
1. A-Art. 

2. Arthur-Bunyan. 

3. Burial-Confessions. 

4. Confirmation-Drama. 

5. Dravidians-Fichte. 

6. Fiction-Hyksos. 

7. Hymns-Liberty. 

8. Life and Death-Mulla. 

9. Mundas-Phrygians. 

10. Picts-Sacraments. 

11. Sacrifice-Sudra. 

12. Suffering-Zwingli. 

13. Index Volume.
Verschiedene der Bände sind zugänglich bei Google Books und im Internet Archive.